# 安椿生
安椿生（韩语：안춘생，1912年8月12日—2011年1月26日），曾化名王衡，本贯順興安氏，黃海道人，韓國人物。朝鲜独立运动家安重根堂侄，曾为中国国民革命军军官和韩国陆军将领。

## 生平
1912年，安椿生生于日治朝鲜时期的黄海道海州市；1918年，随家人亡命中国东北。后進入中華民國陸軍军官学校洛阳分校就讀，编入朝鲜人特别班；几个月后，迁往南京本部，编入第一总队步兵大队第三队。从军校的第10期步兵科畢業後，安椿生编入国民革命军第二师，参加了淞沪会战，但大腿负伤。1938年，安椿生在湖南省警备司令部服务；1939年10月，则调往军政府监护大队。1940年6月后，和李俊植等国人一起以“军事特派团”名义活动，并创设了韓國光復軍，致力推動韓國的獨立自主。同年11月成为光复军第一支队的干部；1942年，出任第2支隊第1区隊長；1945年，出任国内挺進軍第1地区隊長。
1945年第二次世界大戰結束後，韓國恢復獨立，安椿生返回韓國，曾擔任民族青年团訓練部長。1949年，安椿生从韓国陸軍官校第8期特別第1班毕业，成为韩国陆军的上校；1949年1月7日至1951年10月21日，出任陸軍本部監察監。
1951年7月，因国民防衛軍事件一案，出任陸軍中央高等軍法会議审判官。同年10月开始，安椿生出任陆軍官校校長，后历任陸軍本部軍需局長、教育总监部副总长。1956年6月、安椿生从韓国陸軍大学毕业。同年7月，安椿生出任第8機械化步兵師師长；1957年，出任第二野戰軍副司令官；1959年2月，出任第2軍管区司令官。同年7月，安椿生出任陸軍本部人事参謀副長。1960年8月，补任国防部次官。1961年4月，安椿生入編预备役中将、退役。1973年3月，安椿生当选第9届国会议员（維新政友会），同时成为国会商工委員会委員。
1982年10月，安椿生出任独立纪念館建立促進委員会委員長。2011年1月26日下午16時23分，安椿生因病去世，享年98岁。

## 脚注
1. ↑  张黎莉. . 韩联社. 2019-03-18  [2024-09-29]. （原始内容存档于2020-09-28） （中文）.
2. ↑  中国黄埔軍校網. .   [2016-03-26]. （原始内容存档于2007-12-20） （中文）.
3. 1 2  金 2015，第253頁.
4. ↑  韓 1993，第295頁.
5. ↑   (PDF). 国防部軍事編纂研究所: 332.   [2016-11-18]. （原始内容存档 (PDF)于2016-10-10） （韩语）.
6. ↑   (PDF). 韓国国防部軍史編纂研究所: 594.   [2018-09-24]. （原始内容存档 (PDF)于2018-09-23）.
7. ↑  . 東亜日報. 2011-01-27  [2015-07-24]. （原始内容存档于2015-07-24） （韩语）.